# Combat Records
Combat Records  es una compañía discográfica independiente estadounidense fundada en 1983 por Barry Kobrin y que se especializa principalmente en el heavy metal y otros géneros del metal, incluido el punk rock.
La discográfica cuenta con los distribuidores de las discográficas y distribuidoras, Relativity Records, SPV GmbH, AMPED Distribution y Important Record Distributors que es una de las principales de la discográfica.

## Algunos artistas de la discográfica
- Agnostic Front
- Charged GBH
- Circle Jerks
- Corrosion of Conformity
- Dark Angel
- Exodus
- Megadeth
- Murphy's Law
- Nuclear Assault
- Venom